# 卡姆揚卡 (羅茲迪利納區)
卡姆揚卡（羅馬化：Kamianka）是烏克蘭西南部敖德萨州羅茲迪利納區羅茲迪利納區内的村庄。始建於1924年，面積2.08平方公里，海拔高度139米，2001年人口721，人口密度每平方公里345.97人。